# Hadwen C. Fuller

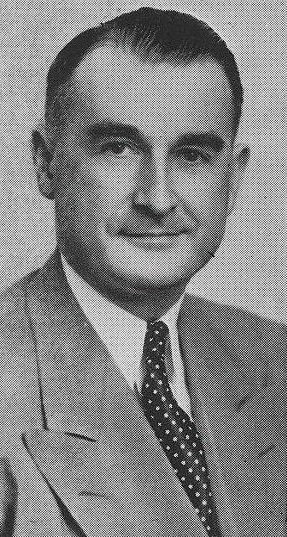
Hadwen C. Fuller

Hadwen Carlton Fuller (* 28. August 1895 in West Monroe, Oswego County, New York; † 29. Januar 1990 in Parish, New York) war ein US-amerikanischer Politiker. Zwischen 1943 und 1949 vertrat er den Bundesstaat New York im US-Repräsentantenhaus.

## Werdegang
Hadwen Fuller besuchte die öffentlichen Schulen seiner Heimat und die Central Square High School. Anschließend arbeitete er zwischen 1912 und 1918 für die First National Bank of Central Square. Im Jahr 1918 diente er während der Endphase des Ersten Weltkrieges in der US Army. 1919 gründete er die State Bank of Parish, bei der er die Stelle eines Direktors bekleidete, und 1926 die Parish Oil Co., deren Präsident er 1937 wurde. Gleichzeitig schlug er als Mitglied der Republikanischen Partei eine politische Laufbahn ein. 1942 war er deren Bezirksvorsitzender im Oswego County. In den Jahren 1942 und 1943 saß er in der New York State Assembly.
Nach dem Tod des Abgeordneten Francis D. Culkin wurde Fuller bei der fälligen Nachwahl für den 32. Sitz von New York als dessen Nachfolger in das US-Repräsentantenhaus in Washington, D.C. gewählt, wo er am 2. November 1943 sein neues Mandat antrat. Nach zwei Wiederwahlen im 35. Wahlbezirk konnte er bis zum 3. Januar 1949 im Kongress verbleiben. Diese waren von den Ereignissen des Zweiten Weltkrieges und dessen Folgen geprägt.
1948 wurde Fuller nicht wiedergewählt. Im Juni dieses Jahres nahm er als Delegierter an der Republican National Convention in Philadelphia teil. Nach dem Ende seiner Zeit im US-Repräsentantenhaus nahm er seine früheren Tätigkeiten wieder auf. Er starb am 29. Januar 1990 in Parish, wo er seinen Lebensabend verbracht hatte, im Alter von 94 Jahren.